# Linia kolejowa Leinefelde – Treysa
Linia kolejowa Leinefelde – Treysa – jednotorowa i niezelektryfikowana linia kolejowa w kraju związkowym Turyngia i Hesja, w Niemczech. Łączy miejscowości Leinefelde i Treysa.